# Nickerson (Kansas)
Nickerson es una ciudad ubicada en el condado de Reno en el estado estadounidense de Kansas. En el año 2010 tenía una población de 1070 habitantes y una densidad poblacional de 305,71 personas por km².

## Geografía
Nickerson se encuentra ubicada en las coordenadas 38°8′55″N 98°5′3″O / 38.14861, -98.08417 (38.148508, -98.084154).

## Demografía
Según la Oficina del Censo en 2000 los ingresos medios por hogar en la localidad eran de $33,269 y los ingresos medios por familia eran $34,188. Los hombres tenían unos ingresos medios de $29,091 frente a los $18,313 para las mujeres. La renta per cápita para la localidad era de $13,609. Alrededor del 13.0% de la población estaban por debajo del umbral de pobreza.